# Skattmansöån
Skattmansöån är ett 28 km långt biflöde till Örsundaån. Ån avvattnar ett skogs- och jordbruksområde mellan Nysätra socken och Morgongåva i Uppsala län och meandrar bitvis. Ån har fått sitt namn efter gården Skattmansö i Vittinge socken.
Skattmansöån har givit namn åt Skattmansöådalens naturreservat, som ligger nedströms Ytterkvarn. Inom Enköpings kommun utgör ån gräns mellan Österunda och Torstuna socknar.

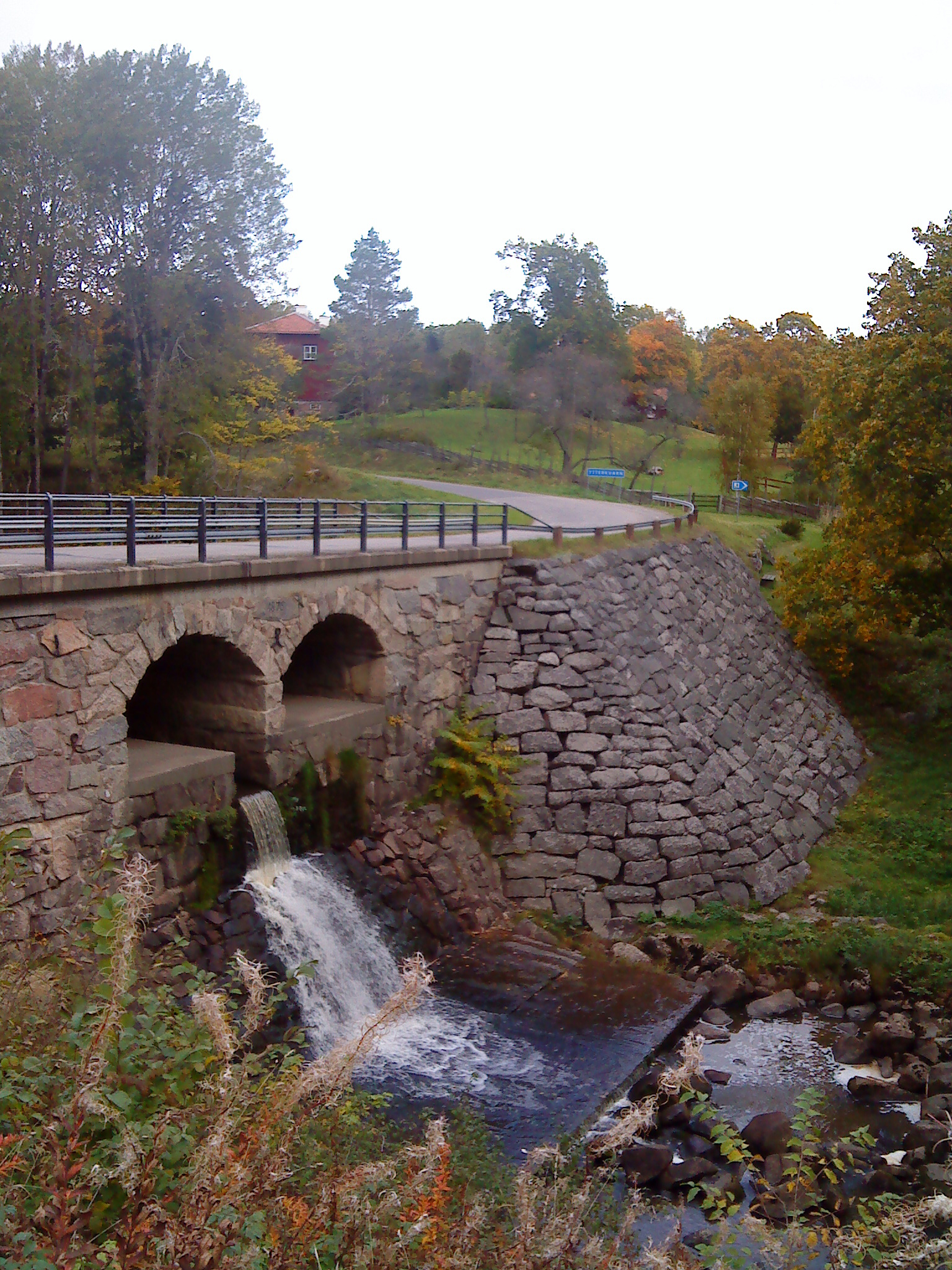
Ytterkvarns bro leder väg C-817 över Skattmansöån